# Cephalobyrrhus emeishanensis
Cephalobyrrhus emeishanensis är en skalbaggsart som beskrevs av Andreas Pütz 1998. Cephalobyrrhus emeishanensis ingår i släktet Cephalobyrrhus och familjen lerstrandbaggar. Inga underarter finns listade i Catalogue of Life.